# 地下鐵赤塚站
地下鐵赤塚站（日语：／ Chikatetsu-akatsuka eki */?）是日本東京地下鐵的鐵路車站，位於東京都練馬區北町八丁目，並跨越至板橋區赤塚新町。正式的車站事務室所在地是練馬區。
此站有有樂町線、副都心線停靠。包括此站的和光市站－小竹向原站路段由有樂町線與副都心線共用軌道。有樂町線的車站編號是Y 03、副都心線是F 03。

## 歷史
- 1983年（昭和58年）6月24日：帝都高速度交通營團（營團地下鐵）有樂町線、營團成增站（現時地下鐵成增站）－池袋段通車，營團赤塚站開業。
- 2003年（平成15年）2月：成為業務委託站。
- 2004年（平成16年）4月1日：伴隨營團地下鐵民營化，由東京地下鐵繼承。同時站名改稱地下鐵赤塚站。
- 2008年（平成20年）6月14日：副都心線開業，此站成為有樂町線與副都心線的共用站。
- 2010年（平成22年）
  - 6月19日：1號月台設置月台閘門[2]。
  - 6月26日：2號月台設置月台閘門[2]。
  - 9月25日：啟用月台閘門[3]。
- 2011年（平成23年）2月23日：引入發車音樂[4]。

## 車站構造
島式月台1面2線的地下車站，位於川越街道（國道254號）下方。
在最初有樂町線與東武東上線實施相互直通運轉的計畫中，是規劃接入本站北方的下赤塚站。但由於用地取的困難，加上該站非東武東上線的主要車站，僅停靠普通（各站停車）班次，之後改為接入成增站，最後改在和光市站。因此，本站不與下赤塚站共站，而是獨立設站。

### 月台配置

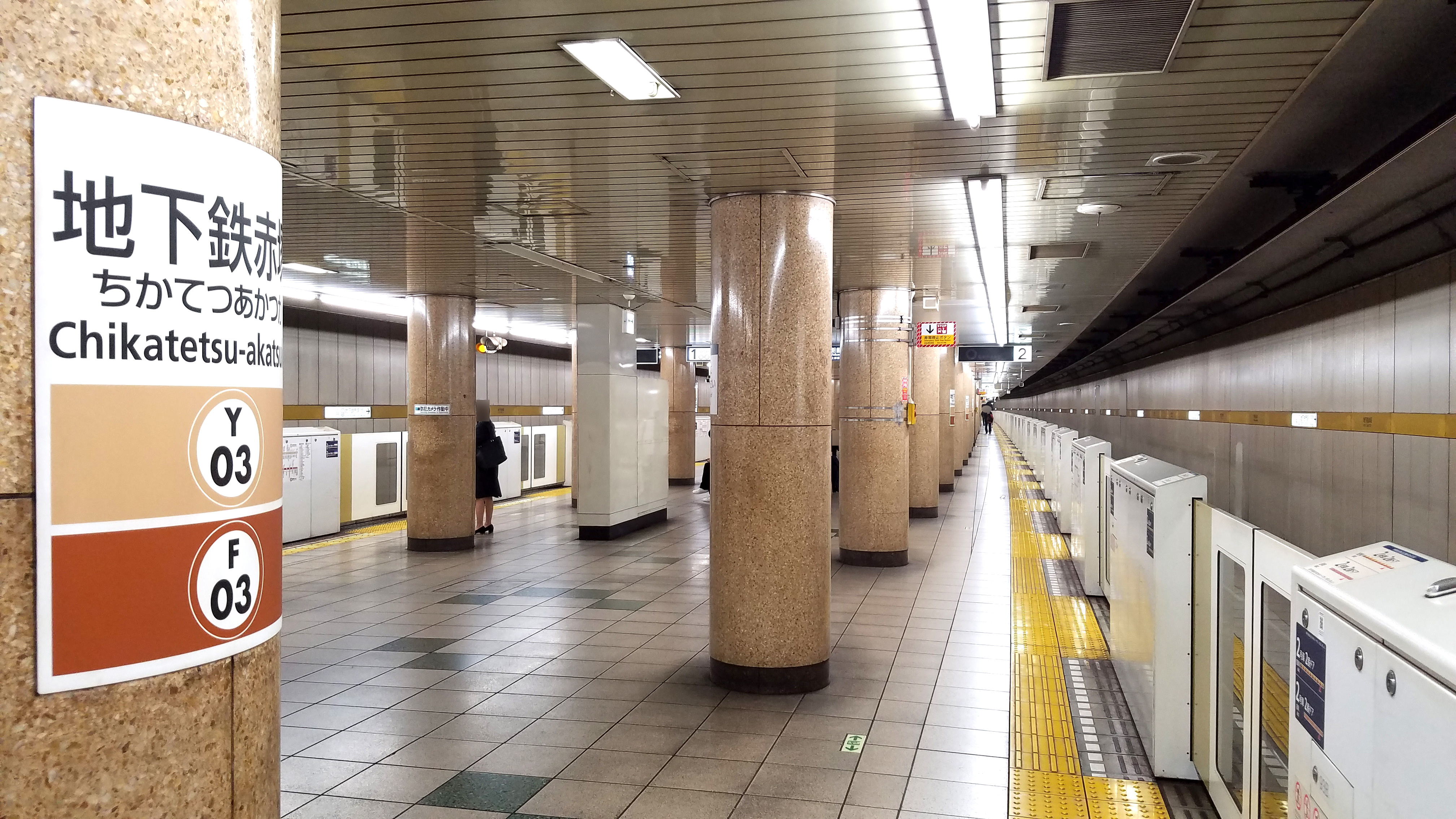
月台

| 月台 | 路線              | 目的地                                        | 備註                                        |
| ---- | ----------------- | --------------------------------------------- | ------------------------------------------- |
| 1    | 有樂町線          | 池袋、有樂町、新木場方向                      |                                             |
| 1    | 副都心線          | 池袋、新宿三丁目、澀谷、橫濱、元町·中華街方向 | 澀谷站直通 東急東橫線、 橫濱站直通 港未來線 |
| 2    | 有樂町線 副都心線 | 和光市、森林公園方向                          | 和光市站直通 東武東上線 （至森林公園站）    |

（來源：東京地下鐵:構內圖（页面存档备份，存于））
- 月台

### 站內設施
- 剪票口位於地下1樓，共有兩處（西側連通睦台交差點方向出入口1、2，與東側連通東武東上線下赤塚站方向出入口3、4），月台位於地下二樓。
- 地下1樓有東西剪票口連絡通道。
- 商店（METRO'S（日语：メトロコマース））位於地下1樓東側，廁所設於地下1樓兩側。
- 2009年秋季設置候車室。門為半自動式，室內有椅子與長桌。
- 電梯連通地下1樓東側與地下2樓，電扶梯連通地下1樓東側與地下2樓。此外，東側東武東上線下赤塚站方向出入口3設有電梯，出入口2則在進行電梯設置工程。
- 1號出入口屬於板橋區赤塚新町二丁目，2號出入口屬於練馬區田柄二丁目，3號出入口屬於板橋區赤塚新町一丁目，4號出入口屬於練馬區北町八丁目。

## 利用狀況
2017年度1日平均上下車人次為38,051人，在東京地下鐵全部130個車站中排名第99位。
近年1日平均上下車、上車人次變化如下表。
| 年度               | 1日平均 上下車人次 | 1日平均 上車人次 | 來源     |
| ------------------ | ------------------ | ---------------- | -------- |
| 1992年（平成04年） |                    | 12,762           | [ * 1 ]  |
| 1993年（平成05年） |                    | 12,682           | [ * 2 ]  |
| 1994年（平成06年） |                    | 12,556           | [ * 3 ]  |
| 1995年（平成07年） |                    | 13,082           | [ * 4 ]  |
| 1996年（平成08年） |                    | 13,411           | [ * 5 ]  |
| 1997年（平成09年） |                    | 13,512           | [ * 6 ]  |
| 1998年（平成10年） |                    | 13,537           | [ * 7 ]  |
| 1999年（平成11年） |                    | 13,311           | [ * 8 ]  |
| 2000年（平成12年） |                    | 13,200           | [ * 9 ]  |
| 2001年（平成13年） |                    | 13,056           | [ * 10 ] |
| 2002年（平成14年） | 25,215             | 12,981           | [ * 11 ] |
| 2003年（平成15年） | 25,240             | 13,013           | [ * 12 ] |
| 2004年（平成16年） | 25,706             | 13,160           | [ * 13 ] |
| 2005年（平成17年） | 26,143             | 13,399           | [ * 14 ] |
| 2006年（平成18年） | 26,893             | 13,746           | [ * 15 ] |
| 2007年（平成19年） | 27,660             | 14,166           | [ * 16 ] |
| 2008年（平成20年） | 29,786             | 15,108           | [ * 17 ] |
| 2009年（平成21年） | 31,298             | 15,887           | [ * 18 ] |
| 2010年（平成22年） | 31,412             | 15,915           | [ * 19 ] |
| 2011年（平成23年） | 31,016             | 15,696           | [ * 20 ] |
| 2012年（平成24年） | 32,130             | 16,240           | [ * 21 ] |
| 2013年（平成25年） | 33,652             | 16,997           | [ * 22 ] |
| 2014年（平成26年） | 34,129             | 17,219           | [ * 23 ] |
| 2015年（平成27年） | 35,673             | 17,981           | [ * 24 ] |
| 2016年（平成28年） | 36,913             | 18,608           | [ * 25 ] |
| 2017年（平成29年） | 38,051             |                  |          |

## 車站周邊
南側是與東上線平行的國道254號（川越街道），本站便位於其下方。西側有白子川，架有東埼橋。該附近在過去是川越街道白子宿。由於位於武藏野台地與荒川低地交界，受到白子川與支流百百向川（暗渠化）影響，本站周邊地勢起伏明顯，多坡道。
- 下赤塚站（東武東上線）
- 川越街道（國道254號）
- 乘蓮寺（日语：乗蓮寺）（東京大佛）
- 板橋區赤塚健康福祉中心
- 板橋赤塚新町郵便局
- 三菱東京UFJ銀行下赤塚支店
- 光丘公園（日语：光が丘公園）

## 巴士路線
車站上方的國道254號有下赤塚（國際興業巴士）、下赤塚站（西武巴士）巴士站。
- 石03：往石神井公園站／往練馬北町車庫（日语：国際興業バス練馬営業所）（國際興業巴士）
- 練47：往練馬站／往成增站南口（西武巴士）

東武東上線下赤塚站北口側有下赤塚站（國際興業巴士）巴士站，但離本站較遠。
- 下赤03：往高島平操車場
- 板橋區01（RINRIN號）：下赤塚站循環

## 站名由來
「赤塚」是本站北方的板橋區地名。
站名「地下鐵赤塚站」（過去為營團赤塚站）是為避免與本站北方100公尺之東武鐵道東上本線的下赤塚站混淆而冠上公司名（鄰站「地下鐵成增站」也是相同情形）。
在PASMO、Suica的乘車履歷上，站名簡稱為「地下赤塚」。

## 相鄰車站
東京地下鐵
 有樂町線（只限各站停車）、 副都心線

■急行
通過
■通勤急行、■各站停車
地下鐵成增（Y 02、F 02）－地下鐵赤塚（Y 03、F 03）－平和台（Y 04、F 04）

### 來源
東京都統計年鑑
1. ↑  .   [2017-05-01]. （原始内容存档于2013-08-15）.
2. ↑  .   [2017-05-01]. （原始内容存档于2013-02-03）.
3. ↑  .   [2017-05-01]. （原始内容存档于2013-02-03）.
4. ↑  .   [2017-05-01]. （原始内容存档于2013-02-03）.
5. ↑  .   [2017-05-01]. （原始内容存档于2013-02-03）.
6. ↑  .   [2017-05-01]. （原始内容存档于2016-03-04）.
7. ↑  東京都統計年鑑（平成10年）PDF
8. ↑  東京都統計年鑑（平成11年）PDF
9. ↑  .   [2017-05-01]. （原始内容存档于2016-03-04）.
10. ↑  .   [2017-05-01]. （原始内容存档于2016-03-04）.
11. ↑  .   [2017-05-01]. （原始内容存档于2017-07-29）.
12. ↑  .   [2017-05-01]. （原始内容存档于2017-07-29）.
13. ↑  .   [2017-05-01]. （原始内容存档于2017-07-29）.
14. ↑  .   [2017-05-01]. （原始内容存档于2017-07-29）.
15. ↑  .   [2017-05-01]. （原始内容存档于2017-07-29）.
16. ↑  .   [2017-05-01]. （原始内容存档于2017-07-29）.
17. ↑  .   [2017-05-01]. （原始内容存档于2017-07-29）.
18. ↑  .   [2017-05-01]. （原始内容存档于2016-03-26）.
19. ↑  .   [2017-05-01]. （原始内容存档于2016-03-27）.
20. ↑  .   [2017-05-01]. （原始内容存档于2016-03-25）.
21. ↑  .   [2017-05-01]. （原始内容存档于2016-03-27）.
22. ↑  .   [2017-05-01]. （原始内容存档于2016-03-22）.
23. ↑  .   [2017-05-01]. （原始内容存档于2017-07-30）.
24. ↑  .   [2019-01-10]. （原始内容存档于2018-11-09）.
25. ↑  .   [2019-01-10]. （原始内容存档于2019-05-02）.

## 外部連結
- 地鐵赤塚/Y03/F03 | 路線・車站資訊 | 東京地下鐵